# Музей истории театров Дагестана
Музей истории театров Дагестана — музей в Махачкале, представляющий историю развития сценического искусства Республики Дагестан от истоков до наших дней. Является филиалом Национального музея Республики Дагестан им. А. Тахо-Годи.

## О музее
Был основан в 1984 году. Официальное открытие состоялось в 1989 году. Музей расположен в цокольном этаже здания Русского драматического театра им. М. Горького.
Изначально собрание музея было сформировано из небольших частных собраний работников театра и разрозненной коллекции Дагестанского отделения бывшего ВТО, возглавляемого тогда Гамидом Рустамовым. Затем коллекции музея пополнялись стараниям его первых директоров Шихабудина Манташева и Маймусат Коркмасовой. С приходом директора Лилии Джамалутдиновой эта работа ещё более активизировалась — музей включился во Всероссийскую благотворительную акцию «Сохраним историю театров для потомков», учрежденную в 2012 году Государственным центральным театральным музеем имени А. Бахрушина.
Сегодня в собрании музея более трёх тысяч предметов – эскизы декораций, костюмов к спектаклям, более 200 театральных афиш с 1930-х годов до настоящего времени, программы, фотографии, личные архивы известных театральных деятелей, сценические костюмы, предметы декораций, галерея портретов выдающихся артистов Дагестана.
В музее представлено 12 экспозиций, посвященных 12 профессиональным театрам Дагестана. Среди них Кумыкский музыкально-драматический и Русский драматический театры, основанные в начале XX века, Даргинский, Лезгинский, Аварский и Лакский театры, появившиеся не так давно Государственный театр оперы и балета, Табасаранский, Азербайджанский и Ногайский театры, а также самый молодой, открывшийся в 2015 году, «Театр Поэзии».
Экспозиция музея знакомит посетителей с основателями театрального искусства Дагестана, первыми режиссёрами, сценаристами, актерами, известными театральными художниками. Интерес у посетителей вызывают макеты к спектаклям «Шамиль» Казиева, «Берег» Юрия Бондарева, сценический костюм гусара из спектакля «Давным-давно» Александра Гладкова. В экспозиции представлены сценические костюмы 1930-х годов заслуженного артиста РСФСР Алима Курумова к спектаклям из спектаклей «Ворон» Карла Гоцци и «Ромео и Джульетта» У. Шекспира. Уникальный экспонат — бутафория к спектаклю «Лудильщики» Гаруна Саидова — наковальня с мехами, цепями. Украшением музейного пространства является белый рояль выдающегося композитора Наби Дагирова, переданный в дар музею его семьёй.